# Mary Star of the Sea
Mary Star of the Sea är ett studioalbum av det amerikanska bandet Zwan. Albumet gavs ut 28 januari 2003 och är bandets enda.

## Spår
Alla låtar är skrivna av Billy Corgan om inget annat anges.
1. "Lyric" – 3:17
2. "Settle Down" (Corgan, Paz Lenchantin) – 5:25
3. "Declarations of Faith" – 4:17
4. "Honestly" – 3:45
5. "El Sol" – 3:38
6. "Of a Broken Heart" – 3:54
7. "Ride a Black Swan" – 4:53
8. "Heartsong" – 3:08
9. "Endless Summer" – 4:22
10. "Baby Let's Rock!" – 3:41
11. "Yeah!" – 3:06
12. "Desire" – 4:14
13. "Jesus, I/Mary Star of the Sea" (Zwan) – 14:04
14. "Come with Me" – 4:01

## Medverkande
1. Billy Corgan (som Billy Burke) – Gitarr, Sång, producent, mixing
2. Jimmy Chamberlin – Trummor
3. Matt Sweeney – Gitarr, Sång
4. Paz Lenchantin – Bas, Sång
5. David Pajo – Gitarr
6. Ana Lenchantin - cello i "Of a Broken Heart"
7. Bjorn Thorsrud – producent, mixing
8. Alan Moulder – mixing

## Singlar
Låtarna "Lyric" och "Honestly" släpptes även som singlar.